# Charles Brown (ishockeyspelare)
Charles Erwin Brown, född 26 oktober 1947 i Minneapolis, är en amerikansk före detta ishockeyspelare.
Brown blev olympisk silvermedaljör i ishockey vid vinterspelen 1972 i Sapporo.